# Fortune
„Fortune” – amerykański dwutygodnik o tematyce biznesowej.
Czasopismo wydawane jest przez Time Inc. w Stanach Zjednoczonych, konkuruje z „Forbesem” i „BusinessWeekiem”. Ukazuje się także edycja azjatycka i europejska. Znany z prowadzonych rankingów np. Fortune 500. Założony został przez Henry’ego Luce w 1930 roku.